# Valencijska Zajednica
Valencijska Zajednica (špa. Comunidad Valenciana, val. Comunitat Valenciana) je španjolska autonomna zajednica smještena na istoku Pirenejskog poluotoka, na obali Sredozemnog mora. Sastavljena je od provincija Alicante, Castellón i Valencia. Na sjeveru graniči s Katalonijom i Aragonijom, na zapadu s Kastilja-La Manchom i Aragonijom, te na jugu s Regijom Murcia.
Područje ove autonomne zajednice, koje se podudara u velikoj mjeri podudara s povijesnim Kraljevstvom Valencije (Reino de Valencia), nosilo je tijekom vremena različita imena: na kraju 19. stoljeća bilo je poznato kao Valencijska regija, a krajem 1960-tih neslužbeno se nazivalo Valencijskom državom. 
Glavni grad ove regije je Valencia.